# Lathromeromyia
Lathromeromyia is een geslacht van vliesvleugeligen uit de familie Trichogrammatidae. De wetenschappelijke naam van dit geslacht is voor het eerst geldig gepubliceerd in 1914 door Alexandre Arsène Girault.

## Soorten
Het geslacht Lathromeromyia omvat de volgende soorten:
- Lathromeromyia baltazarae Barrion & Litsinger, 1990
- Lathromeromyia cercopicida (Risbec, 1956)
- Lathromeromyia dimorpha Hayat, 1981
- Lathromeromyia perminuta Girault, 1914